# Даниловка (Светлогорский район)
 Даниловка (бел. Данілоўка) — деревня в Красновском сельсовете Светлогорского района Гомельской области Республики Беларусь.

## География

### Расположение
В 46 км на северо-запад от Светлогорска, 43 км от железнодорожной станции Светлогорск-на-Березине (на линии Жлобин-Калинковичи), 149 км от Гомеля.

### Гидрография
На юге и западе мелиоративные каналы.

## Транспортная сеть
Рядом автодорога Протасы — Паричи. Планировка состоит из короткой прямолинейной меридиональной улицы, к которой с востока присоединяется переулок. Застройка деревянная, двусторонняя, усадебного типа. В 1991- 1993 годах построено 60 кирпичных домов, в которых разместились переселенцы из мест, загрязнённых радиацией после катастрофы на Чернобыльской АЭС.

## История
Согласно письменным источникам известна с XIX века как селение в Паричской волости Бобруйского уезда Минской губернии. В 1879 году обозначена в числе селений Королёвослободского церковного прихода. Согласно переписи 1897 года рядом находилось второе поселение с таким же названием. В 1917 году деревня и одноимённая околица.
В 1925 году в Ковчицком сельсовете Паричского Бобруйского округа. В 1931 году организован колхоз «Оборона», работала кузница. В 1936 году в деревню переселены жители хутора Мехов. Согласно переписи 1959 года располагались библиотека, клуб.

## Население

### Численность
- 2021 год — 88 жителей

### Динамика
- 1897 год — 23 двора, 144 жителя; в рядом расположенном населённом пункте с таким же названием 5 дворов, 29 жителей. (согласно переписи)
- 1908 год — в деревне 34 двора, 214 жителей; в одноимённой околице 7 дворов, 40 жителей
- 1925 год — 42 двора
- 1959 год — 344 жителя (согласно переписи)
- 2004 год — 86 хозяйств, 183 жителя
- 2021 год — 88 жителей

## Достопримечательность

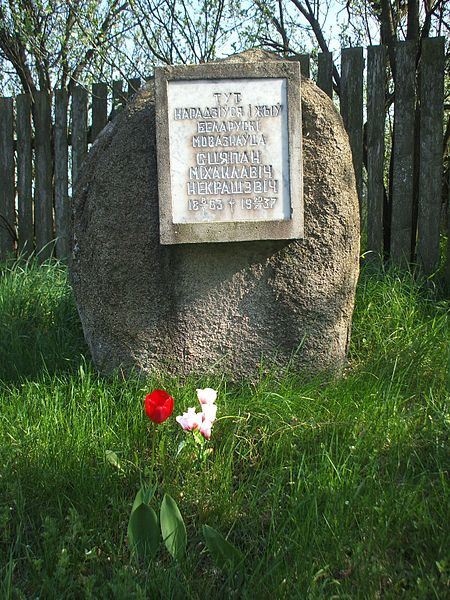
Памятный знак Степану Некрашевичу

- Памятный знак С. М. Некрашевичу

## Известные уроженцы
- Некрашевич, Степан Михайлович — языковед, академик АН БССР.
- Шакура, Николай Иванович — возглавляет отдел релятивистской астрофизики ГАИШ МГУ. В 1973 совместно с Р. А. Сюняевым разработал теорию аккреционных дисков, лежащую в основе современной теории рентгеновских двойных систем.